# Yohji Yamamoto
Yōji Yamamoto, amb la marca comercial Yohji Yamamoto (山本 耀司, Yamamoto Yōji)Tòquio, Japó, 3 d'octubre de 1943) és un dissenyador de moda japonès àmpliament considerat un dels millors mestres talladors de la història moderna.

## Carrera
Després d'haver-se graduat en Dret per la Universitat de Keio el 1966, va seguir els seus estudis de disseny de moda al Bunka Fukusō Gakuin. Després d'haver presentat les seves pròpies creacions prêt-à-porter el 1977, va debutar a París el 1981. Yamamoto es va convertir ràpidament en un dels estilistes més influents en l'escena de l'alta costura. Les seves principals línies de roba Yohji Yamamoto (unisex) i Y's, van obtenir un gran èxit comercial, sobretot a Tòquio, tot i que les dues marques són venudes en botigues de París, Londres i altres ciutats.
El 1989, el director Win Wenders va realitzar un documental sobre la vida i la professió de Yamamoto, titulat Anotacions de moda i viatges.
En anys més recents, Yamamoto ha realitzat diverses col·laboracions amb marques com ara Adidas (una línia de roba esportiva anomenada Y-3), Hermés, Mikimoto i Mandarina Duck. A més, ha col·laborat amb artistes tan diversos com Elton John, Placebo, Takeshi Kitano - pel qual ha realitzat els vestits per a les pel·lícules Brother, Dolis i Zatoichi, Pina Bausch i Heiner Müller.
Entre els clients de Yamamoto es poden citar Herbie Hancock, Chris Lowe, Pete Wentz, Steve McQueen, l'estilista Donna Karan i l'actor Justin Theroux. Yamamoto també ha dissenyat els vestits per als concerts de Jean Michel Jarre.

## L'estil
"L'estil és l'art de barrejar, de posar en valor i de governar estèticament allò que hom estima. Pel que fa a mi, m'agrada associar allò ''chic'' dels creadors a allò que vaig trobant al mercat de les Puces. Triar és la nostra última llibertat. Portar roba de certs estilistes és com canviar de vida. Quan algú em diu: "Yohji, vull portar la teva roba", li responc: "Atenció, no te'n fiïs. No és així de simple"." (Entrevista de Yohji Yamamoto a Elle de 1999).
L'estil de Yamamoto ve definit com a "moda post-atòmica". Des de 1983, la moda Yamamoto (conjuntament amb la de Rei Kawakubo), comença a influenciar les passarel·les occidentals. Ja des de la meitat dels anys 80, és reconegut pels seus col·legues com a "mestre". En les col·leccions de 1997 ret homenatge a Chanel i Dior, invertint les seves pròpies tendències innovadores i recuperant cànons i estils de la moda tradicional.